# Trolleybus de Strasbourg
Le trolleybus de Strasbourg était un réseau de transports en commun de la ville de Strasbourg. Une première ligne de trolleybus est mise en service en 1939. Après la Seconde Guerre mondiale, deux nouvelles lignes sont ouvertes, en remplacement d'une partie du réseau de l'ancien tramway de Strasbourg. Le trolleybus circule jusqu'en 1962.

## Histoire
- 27 mai 1939 : mise en service de trolleybus
- 30 mars 1962 : fermeture du réseau.

## Lignes
Les lignes reprennent en grande partie le tracé des lignes de l'ancien tramway :
- 8/18 : Roettig - Oswald
- 10 : Gare - Ceinture - Gare
- 15 : Place Arnold - Quartier des Quinze

## Matériel roulant
- 1 Vétra CS48 + remorque
- 15 Vétra VBRh
- 5 Vétra VBR
- 5 Somua SW

Lors de la fermeture du réseau, l'intégralité du parc est cédée aux réseaux français de Grenoble, Perpignan, Le Havre, Belfort, Rouen et Tours.

## Annexe